# Buenos Aires (ort i Honduras, Departamento de Copán)
Buenos Aires är en ort i Honduras.   Den ligger i departementet Departamento de Copán, i den västra delen av landet, 220 km nordväst om huvudstaden Tegucigalpa. Buenos Aires ligger 956 meter över havet och antalet invånare är 1 131.
Terrängen runt Buenos Aires är kuperad åt sydväst, men åt nordost är den bergig. Terrängen runt Buenos Aires sluttar västerut. Runt Buenos Aires är det ganska tätbefolkat, med 62 invånare per kvadratkilometer. Närmaste större samhälle är Florida, 14,3 km öster om Buenos Aires. 